# 施泰因博恩
施泰因博恩是德国莱茵兰-普法尔茨州的一个市镇。总面积11.29平方公里，总人口194人，其中男性94人，女性100人（2011年12月31日），人口密度17人/平方公里。